# Aéroport de Campbell River
L'Aéroport de Campbell River est un aéroport situé au Sud de Campbell River au Canada. Il ne doit pas être confondu avec l'hydroaérodrome de Campbell River (en).

## Compagnies aériennes et destinations
| Compagnies               | Destinations |
| ------------------------ | ------------ |
| Pacific Coastal Airlines | Vancouver    |

Édité le 27/04/2025